# Circuit de Vallelunga
L’Autodromo Vallelunga « Piero Taruffi », ou circuit de Vallelunga, est un circuit de vitesse automobile de 4,1 km situé sur le territoire de la commune de Campagnano di Roma, à 32 km au nord de Rome, en Italie, dans la Valle del Treja, près du lac de Bracciano. Il porte le nom du pilote automobile italien Piero Taruffi (1906-1988).

## Présentation
Le circuit connait ses premières courses de motos, puis de voitures, en 1951. C'est au départ un tracé sablé créé sur un ovale de course pour les chevaux. En 1957, des travaux sont financés par l’Automobile club de Rome et la Fédération italienne de motocyclisme pour créer une piste de 1 746 mètres bitumée.
En 1961, après avoir reçu l'accord de la ville, la longueur du circuit est doublée pour créer la piste dite « internationale » de 3 222 mètres. Elle est inaugurée en avril 1963 avec le Grand Prix de Rome de Formule 1.
En 1967, le circuit de Vallelunga devient la propriété de l’Automobile club d’Italie (ACI).
En 1970 et 1971, les bâtiments sont démolis et reconstruits avec de nouveaux stands et paddocks. Une tribune principale pouvant accueillir 10 000 spectateurs assis est construite. Le sens de rotation est changé pour rouler dans le sens horaire.
En 2005, l'ACI décide de réaménager la piste et de la prolonger, l’amenant à sa longueur actuelle de 4 110 m pour les motos et 4 085 m pour l'automobile. Sa nouvelle configuration, certifiée par la FIA comme circuit d’essais, lui permet d’accueillir un certain nombre d’équipes de Formule 1, comme Ferrari, Williams, Toyota ou Honda qui détient le record du tour du circuit pour leurs tests en Italie.
Ces dernières années, le circuit a accueilli des compétitions internationales de Superbike en 2007 et 2008, l'unique saison des European Le Mans Series (2001), et la Superleague Formula en 2008. Il accueille aujourd'hui des épreuves nationales ou régionales d'automobile et de motocyclisme.

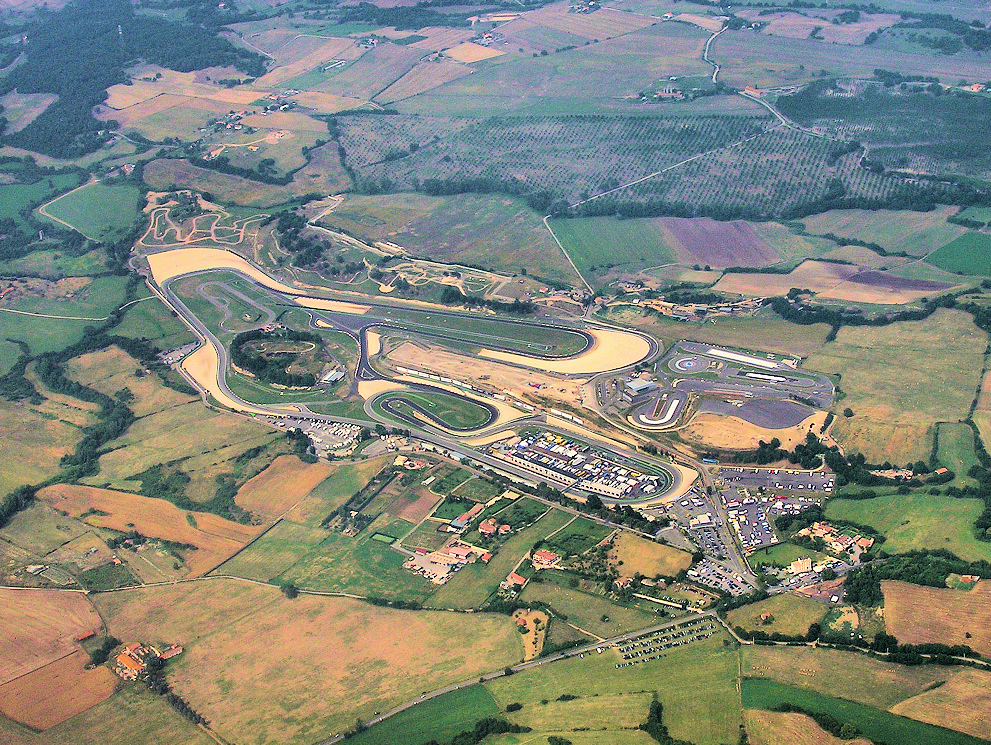
Vue aérienne du circuit